# Щастливецът
„Щастливецът“ (на английски: Lucky You) е американска драма от 2007 г. на режисьора Крис Хансън, който е съсценарист с Ерик Рот, с участието на Ерик Бана, Дрю Баримор и Робърт Дювал. Филмът е заснет в Лас Вегас. Филмът е частично вдъхновен от филма на Джордж Стивънс – „Единствената игра в града“ (1970).

## Актьорски състав
| Актьор               | Роля            |
| -------------------- | --------------- |
| Ерик Бана            | Хък Чевър       |
| Дрю Баримор          | Били Офър       |
| Робърт Дювал         | Ел Си Чевър     |
| Дебра Месинг         | Сюзън Офър      |
| Робърт Дауни Джуниър | Телефона Джак   |
| Хорейшио Санц        | Еди             |
| Джийн Смарт          | Мишел Карсън    |
| Келвин Хан Ий        | Чико Бан        |
| Майкъл Шанън         | Рей             |
| Дани Хох             | Боби Баскетбола |
| Евън Джоунс          | Джейсън Кийс    |

## Музика
Саундтракът на филма е издаден на 24 април 2007 г.
| 1.    | Lucky Town                  | Bruce Springsteen                            | 3:27 |
| 2.    | Dance Me to the End of Love | Leonard Cohen performed by Madeleine Peyroux | 3:56 |
| 3.    | Choices                     | George Jones                                 | 3:26 |
| 4.    | Maybe This Time             | Liza Minnelli                                | 3:30 |
| 5.    | The Fever                   | Bruce Springsteen                            | 7:36 |
| 6.    | Bartender's Blues           | Bonnie Raitt                                 | 4:26 |
| 7.    | They Ain't Got 'Em All      | Kris Kristofferson                           | 2:54 |
| 8.    | The Cold Hard Truth         | Drew Barrymore                               | 4:26 |
| 9.    | Like a Rolling Stone        | Bob Dylan                                    | 6:10 |
| 10.   | Let It Ride                 | Ryan Adams                                   | 3:25 |
| 11.   | I Always Get Lucky with You | George Jones performed by Drew Barrymore     | 3:20 |
| 12.   | Huck's Tune*                | Bob Dylan                                    | 4:00 |
| 50:36 |                             |                                              |      |

## В България
В България филмът е издаден на DVD от 8 октомври 2007 г. от Прооптики България.
През 2013 г. е излъчен по bTV с български дублаж. Екипът се състои от:
| Озвучаващи артисти  | Елисавета Господинова Лидия Вълкова Илиян Пенев Христо Чешмеджиев Димитър Живков Александър Митрев |
| Преводач            | Анна Делчева                                                                                       |
| Тонрежисьор         | Иван Малинков                                                                                      |
| Режисьор на дублажа | Здрава Каменова                                                                                    |